# Stadion Gurzelen
Lo Stadion Gurzelen è uno stadio situato a Bienne, in Svizzera. Lo stadio è stato inaugurato nel 1913. Ospita le partite casalinghe dello FC Biel-Bienne e dei Bienna Jets (dalla stagione 2018). Ha una capienza di 1 500 persone.
Nel 2014 ha ospitato lo Swiss Bowl, finale del campionato svizzero di football americano.